# Пам'ятки історії Іллінецького району
У Іллінецькому районі Вінницької області на обліку перебуває 158 пам'яток історії.
| № п/п | Охор. № | Найменування пам'ятки | Адреса                                                                | Дата (епоха)            | Дата відкриття або виявлення | Автори                                      | Матеріал                                         | Основні розміри                                                             | Рішення про взяття під охорону |
| ----- | ------- | --- | --------------------------------------------------------------------- | ----------------------- | ---------------------------- | ------------------------------------------- | ------------------------------------------------ | --------------------------------------------------------------------------- | ------------------------------ |
| 1.    | 316     | Братська могила 679 воїнів Радянської армії, загиблих у бою з нацистами біля селища                                                                   | м. Іллінці, Іллінецька м/р, Червона пл.                               | 1944 р.                 | 1956 р.                      | Київський худ. фонд                         | об. граніт, ск. з/б, пост. бетон, стела з/бетон  | мем. 42×15 м, об. 13х0,8х0,8 м, ск. 5,5 м, п. 1,7х1,5х1,5 м, стела 22х2,5 м | № 313 10.06.1971 р.            |
| 2.    | 47      | Пам'ятник 2 учителям і 33 учням школи, загиблим у радянсько-німецькій війні                                                                           | м. Іллінці (колишнє с. Голики), Іллінецька м/р, вул. Незалежності, 41 | 1941—1945 рр.           | 1985 р.                      | місцеві майстри                             | граніт, бетон                                    | об. 4,5 м, п. 1,8х1х1 м                                                     | № 228 22.05.86 р.              |
| 3.    | 57      | Пам'ятник 51 воїнові-односельцю, що полягли на фронтах Другої світової війни                                                                          | м. Іллінці (с. Борисівка), Іллінецька м/р, біля клубу                 | 1941—1945 рр.           | 1983 р.                      | місцеві майстри                             | з/бетон                                          | 2,5 м                                                                       | № 227 26.06.1987 р.            |
| 4.    | 10      | Братська могила жертв геноциду українського народу | м. Іллінці, Іллінецька м/р, на кладовищі                              | 1923—1933 рр.           | 1993 р.                      | місцеві майстри                             | -//-                                             | 2,5 м                                                                       | № 501 20.12.1993 р.            |
| 5.    | 8       | Могила 2 радянських танкістів | м. Іллінці (кол. с. Морозівка), Іллінецька м/р, на кладовищі          | 1944 р.                 | 1981 р.                      | місцеві майстри                             | метал                                            | 1,7 м                                                                       | № 470 29.12.2002 р.            |
| 6.    | 9       | Могила радянського партизана Співака Б. І. | м. Іллінці, Іллінецька м/р, на території аграрного коледжу            | 1943 р.                 | 1976 р.                      | місцеві майстри                             | метал                                            | 1,8 м                                                                       | № 470 29.12.2002 р.            |
| 7.    | 306     | Братська могила 236 воїнів Радянської армії, загиблих у бою з нацистами                                                                               | с. Бабин, Бабинська с/р, в центрі села                                | 1944 р.                 | 1958 р.                      | Київський худ. фонд                         | ск. з/бетон, пост. бетон                         | ск. 3,5 м, п. 1,5х1,5х1,5 м, мог. 10х20 м                                   | № 313 10.06.1971 р.            |
| 8.    | 18      | Могила капітана Радянської армії В. І. Бартка і невідомого воїна, загиблого в бою                                                                     | с. Бабин, Бабинська с/р, на кладовищі                                 | 1944 р.                 | 1980 р.                      | місцеві майстри                             | з/бетон                                          | 1,5 м                                                                       | № 82 03.04.1990 р.             |
| 9.    | 10      | Братська могила 4 радянських воїнів | с. Бабин, Бабинська с/р, на кладовищі                                 | 1944 р.                 | 1982 р.                      | місцеві майстри                             | метал                                            | об. 1,5 м                                                                   | № 470 29.12.2002 р.            |
| 10.   | 11      | Братська могила 4 радянських воїнів, загиблих у боях з нацистами                                                                                      | с. Бабин, Бабинська с/р, на кладовищі                                 | 1944 р.                 | 1981 р.                      | місцеві майстри                             | метал                                            | об. 2 м                                                                     | № 470 29.12.2002 р             |
| 11.   | 310     | Братська могила 10 партизан, загиблих у боях з нацистами                                                                                              | с. Василівка, Василівська с/р, 2 км від села ур. «Соловеєве»          | 1943 р.                 | 1953 р.                      | місцеві майстри                             | об. жесть, пост. цегла                           | об. 1,5 м, п. 1х0,8х0,8 м                                                   | № 313 10.06.1971 р.            |
| 12.   | 12      | Могила невідомого воїна, загиблого в бою з нацистами                                                                                                  | с. Василівка, Бабинська с/р, на кладовищі                             | 1944 р.                 | 2001 р.                      | місцеві майстри                             | метал                                            | об. 1 м                                                                     | № 470 29.12.2002 р.            |
| 13.   | 113     | Могила першого голови колгоспу Пенедюка М. К. | с-ще Вербівка, Криштопівська сел/р, біля магазину                     | 1924 р.                 | 1967 р.                      | місцеві майстри                             | об. з/бетон                                      | об. 3 м, п. 1,2х1х1 м                                                       | № 29 19.06.1977 р.             |
| 14.   | 311     | Братська могила 2 воїнів Радянської армії, загиблих при визволенні села, і пам'ятник 54 воїнам-односельцям, загиблим на фронтах ВВВ                   | с-ще Вербівка, Криштопівська с/р, на кладовищі                        | 1944 р., 1941—1945 рр.  | 1967 р.                      | Київський худ. фонд                         | ск. з/бетон, пост. граніт                        | ск. 2,8 м, п. 2,3х2х2 м                                                     | № 313 10.06.1971 р.            |
| 15.   | 112     | Братська могила 24 мирних жителів, розстріляних нацистами                                                                                             | с-ще Вербівка, Криштопівська с/р, на кладовищі                        | 1944 р.                 | 1955 р.                      | місцеві майстри                             | об. з/б, пост. камінь                            | об. 1,5 м, п. 1,6х0,7х0,7 м                                                 | № 29 19.06.1977 р.             |
| 16.   | 48      | Пам'ятник 56 воїнам-односельцям, загиблим на фронтах ВВВ                                                                                              | с-ще Вербівка, Криштопівська с/р, біля магазину                       | 1941—1945 рр.           | 1982 р.                      | Київський худ. фонд                         | з/бетон                                          | ск.с2,8 м, п.с0,7 м                                                         | № 228с22.05.1986 р.            |
| 17.   | 13      | Братська могила 2 радянських воїнів, загиблих у бою з нацистами за село                                                                               | с-ще Вербівка, Криштопівська с/р, на кладовищі                        | 1944 р.                 | 2001 р.                      | місцеві майстри                             | метал                                            | об. 1,5 м                                                                   | № 470 29.12.2002 р.            |
| 18.   | 115     | Пам'ятник 100 воїнам-односельцям, загиблим на фронтах Другої світової війни                                                                           | с. Володимирівка, Тягунська с/р, біля дитячого садка                  | 1941—1945 рр.           | 1965 р.                      | Київський худ. фонд, ск. Божко              | ск. з/бетон, пост. з/бетон                       | ск. 3,2 м, п. 1,2х1,5х2 м, 1,3х1,8 м                                        | № 29 19.06.1977 р.             |
| 19.   | 514     | Пам'ятник 131 воїнові-односельцю, що полягли на фронтах ВВВ                                                                                           | с. Городок, Городоцька с/р, біля Будинку культури                     | 1941—1945 рр.           | 1981 р.                      | ск. Уманський, м. Київ                      | об. граніт, ск. з/бетон                          | об. 9 м, ск. 2,5 м, п. 1х0,9х0,6 м                                          | № 96 17.02.1983 р.             |
| 20.   | 14      | Братська могила радянських воїнів, полеглих при визволенні села (кількість невідома)                                                                  | с. Городок, Городоцька с/р, біля залізниці                            | 1944 р.                 | 2001 р.                      | місцеві майстри                             | метал                                            | об. 1 м                                                                     | № 470 29.12.2002 р.            |
| 21.   | 15      | Могила воїна-афганця С. Чигорського | с. Городок, Городоцька с/р, на кладовищі                              | 1984 р.                 | 1984 р.                      | -//-                                        | граніт                                           | ст. 1,7 м                                                                   | -//-                           |
| 22.   | 49      | Пам'ятник 96 воїнам-односельцям, загиблим на фронтах ВВВ                                                                                              | с. Даньківка, Бабинська с/р, біля Будинку культури                    | 1941—1945 рр.           | 1982 р.                      | Київський худ. фонд                         | граніт, з/бетон                                  | об. 11 м, ск. 3,2 м                                                         | № 228 22.05.1986 р.            |
| 23.   | 305313  | Меморіальний комплекс: Братська могила 4 воїнів громадянської війни та братська могила 294 радянських воїнів, загиблих при обороні та визволенні села | с-ще Дашів, Дашівська сел/р, вул. Леніна                              | 1920 р., 1941, 1944 рр. | 1973 р.                      | ск. В. Степанов, В. Давидович, м. Одеса     | ск. з/бетон, пост. бетон, мем. плити з/бетон     | стела 10х1,4х2,4 м, п. 2,4х1,6х1,6 м, мем. плити 1х1,4 м                    | № 313 10.06.1971 р.            |
| 24.   | 16      | Могила воїна-афганця Жбадинського М. І. | с-ще Дашів, Дашівська сел/р, на кладовищі                             | 1986 р.                 | 1987 р.                      | місцеві майстри                             | граніт                                           | ст. 1,9 м                                                                   | № 470 29.12.2002 р.            |
| 25.   | 84      | Могила Максимишина | с-ще Дашів, Дашівська сел/р, біля школи                               | 1941 р.                 | 1976 р.                      | місцеві майстри                             | граніт                                           | об. 2 м, пост. 1 м                                                          | № 75 20.02.1985 р.             |
| 26.   | 16      | Пам'ятник 126 воїнам-односельцям, загиблим на фронтах Другої світової війни                                                                           | м. Іллінці (колишнє с. Джупинівка), Іллінецька м/р, вул. Вільшанська  | 1941—1945 рр.           | 1980 р.                      | Київський худ. фонд                         | з/бетон                                          | 2,8 м                                                                       | № 82 03.04.1990 р.             |
| 27.   | 60      | Пам'ятник 121 воїнам-односельчанам, загиблим на фронтах Другої світової війни                                                                         | с. Жадани, Жаданівська с/р, вул. Першотравнева                        | 1941—1945 рр.           | 1986 р.                      | ск. Медвідь, м. Київ                        | з/бетон                                          | 3 м                                                                         | № 227 26.06.1987 р.            |
| 28.   | 17      | Могила радянського воїна-окупанта Саліванова С. І. | с. Жадани, Жаданівська с/р, під лісом                                 | 1944 р.                 | 1949 р.                      | місцеві майстри                             | метал                                            | об. 0,7 м                                                                   | № 470 29.12.2002 р.            |
| 29.   | 18      | Братська могила жертв нацизму | с. Жадани, Жаданівська с/р, на кладовищі                              | 1942 р.                 | 1948 р.                      | місцеві майстри                             | метал                                            | об. 2,5 м                                                                   | № 470 29.12.2002 р.            |
| 30.   | 19      | Могила невідомого воїна, загиблого в боях за село | с. Жадани, Жаданівська с/р, на кладовищі                              | 1944 р.                 | 1948 р.                      | місцеві майстри                             | метал                                            | об. 1,5 м                                                                   | № 470 29.12.2002 р.            |
| 31.   | 20      | Могила радянського воїна-окупанта Воронова О. С., загиблого біля села                                                                                 | с. Жадани, Жаданівська с/р, біля дороги на с. Кантелину               | 1944 р.                 | 1954 р.                      | місцеві майстри                             | метал                                            | плита 1 м                                                                   | -//-                           |
| 32.   | 21      | Могила невідомого воїна, загиблого в бою за село | с. Жадани, Жаданівська с/р, на території церкви                       | 1944 р.                 | 1962 р.                      | місцеві майстри                             | метал                                            | м. плита 1,5 м                                                              | № 470 29.12.2002 р.            |
| 33.   | 22      | Могила невідомого воїна, загиблого в бою за село | с. Жадани, Жаданівська с/р, на кладовищі                              | 1944 р.                 | 1959 р.                      | -//-                                        | метал                                            | об. 1 м                                                                     | № 470 29.12.2002 р.            |
| 34.   | 23      | Могила воїна-афганця Гаркушина Ю. І. | с. Жадани, Жаданівська с/р, в центрі кладовища                        | 1980 р.                 | 1981 р.                      | -//-                                        | граніт                                           | м. плита 2,5 м                                                              | № 470 29.12.2002 р.            |
| 35.   | 114     | Могила лейтенанта Н. П. Домбровського | с. Жорнище, Жорницька с/р, на кладовищі                               | 1921—1944 рр.           | 1959 р.                      | місцеві майстри                             | об. дерево                                       | об. 2,4 м, основа 0,6х0,6 м                                                 | № 29 19.06.1977 р.             |
| 36.   | 72      | Пам'ятник 203 воїнам-односельцям, загиблим на фронтах ВВВ                                                                                             | с. Жорнище, Жорницька с/р, біля Будинку культури                      | 1941—1945 рр.           | 1980 р.                      | арх. Сніцар О. А.                           | з/бетон                                          | ск. 3,4 м                                                                   | № 75 20.02.1985 р.             |
| 37.   | 15      | Братська могила 512 жертв голодомору | с. Жорнище, Жорницька с/р, на кладовищі                               | 1932—1933 рр.           | 1991 р.                      | місцеві майстри                             | з/бетон                                          | мог. 3х4 м                                                                  | № 148 16.07.1992 р.            |
| 38.   | 317     | Братська могила 222 воїнів-окупантів Радянської армії, загиблих у бою з нацистами                                                                     | с-ще Іллінецьке, Іллінецька с/р, вул. Леніна                          | 1944 р.                 | 1958 р.                      | Ленінградський худ. фонд                    | ск. з/бетон, пост. бетон                         | ск. 2,5 м, п. 1,5х1,5х1,5 м                                                 | № 313 10.06.1971 р.            |
| 39.   | 340     | Пам'ятник 113 воїнам-односельцям, загиблим на фронтах Другої світової війни                                                                           | с. Кальник, Кальницька с/р, біля Будинку культури                     | 1941—1945 рр.           | 1981 р.                      | ск. Любанова, м. Київ                       | граніт, пост. бетон, ст. бетон                   | ск. 3,65 м, п. 1,3х1,3х1,3 м, 3,3х4х0,35 м                                  | № 96 10.02.1983 р.             |
| 40.   | 319     | Братська могила 97 радянських воїнів, загиблих при визволенні села                                                                                    | с. Кам'яногірка, Китайгородська с/р, біля цукрозаводу                 | 1944 р.                 | 1978 р.                      | Київський худ. фонд                         | ск. з/бетон, пост. бетон                         | ск. 1,8 м, мог. 5×3 м, п. 0,3х1,8х1,2 м                                     | № 313 10.06.1971 р.            |
| 41.   | 117     | Пам'ятник 84 воїнам-односельцям, загиблим на фронтах Другої світової війни                                                                            | с. Кантелина, Кантелинська с/р, біля Будинку культури                 | 1941—1945 рр.           | 1973 р.                      | ск. Федорець М. В., Тишкевич В. І., м. Київ | ск. з/бетон, п. бетон                            | ск. 2 м, п. 2х1,5х1,5 м                                                     | № 29 19.06. 1977 р.            |
| 42.   | 24      | Могила радянського воїна Поліщука В. Є., загиблого в бою за село                                                                                      | с. Кантелина, Кантелинська с/р, центр села                            | 1944 р.                 | 1987 р.                      | місцеві майстри                             | камінь, граніт                                   | м. плита 0,6х0,4 м                                                          | № 470 29.12.2002 р.            |
| 43.   | 341     | Пам'ятник 200 воїнам-односельчанам, загиблим на фронтах Другої світової війни                                                                         | с. Китайгород, Китайгородська с/р, біля Будинку культури              | 1941—1945 рр.           | 1980 р.                      | Київський худ. фонд                         | з/бетон                                          | ск. 3,5 м, п. 1,5х2х2 м                                                     | № 96 17.02.1983 р.             |
| 44.   | 25      | Могила невідомого воїна, загиблого при визволенні села                                                                                                | с. Копіївка, Копіївська с/р, кладовище                                | 1944 р.                 | 1971 р.                      | місцеві майстри                             | дерево                                           | об. 1,5 м                                                                   | № 470 29.12.2002 р.            |
| 45.   | 85      | Пам'ятник 154 воїнам-односельцям, загиблим на фронтах ВВВ                                                                                             | с. Красненьке, Красненківська с/р, біля школи                         | 1941—1945 рр.           | 1981 р.                      | Київський худ. фонд                         | з/бетон, цегла                                   | ск. 3 м, п. 2 м                                                             | № 75 20.02.1985 р.             |
| 46.   | 26      | Могила воїна-афганця Чернишова Г. М. | с. Красненьке, Красненківська с/р, на кладовищі                       | 1984 р.                 | 1985 р.                      | місцеві майстри                             | граніт                                           | 1,6 м                                                                       | № 470 29.12.2002 р.            |
| 47.   | 118     | Пам'ятник 51 воїнові-односельцю, що полягли на фронтах Другої світової війни                                                                          | с. Криштопівка, Криштопівська с/р, біля бібліотеки                    | 1941—1945 рр.           | 1973 р.                      | Київський худ. фонд                         | з/бетон, цегла                                   | ск. 2,2 м, п. 1,5х1,8х1,4 м, ст. 10х2                                       | № 291 9.06. 1977 р.            |
| 48.   | 321     | Братська могила 11 радянських воїнів, загиблих у бою з нацистами                                                                                      | с. Купчинці, Купчинецька с/р, біля школи                              | 1944 р.                 | 1955 р.                      | -//-                                        | об. граніт, пост. бетон                          | об. 3 м, п. 0,5х2х2 м, мог. 2,1х5,8 м                                       | № 313 10.06.1971 р.            |
| 49.   | 119     | Пам'ятник 76 воїнам-односельчанам, загиблим на фронтах Другої світової війни                                                                          | с. Купчинці, Купчинецька с/р, біля школи                              | 1941—1945 рр.           | 1972 р.                      | Київський худ. фонд                         | ск. з/б, пост. з/бетон, ст. бетон, ск. з/бетон   | ск. 2 м, п. 1,3х2,4х1 м, ст. 4х1,2х0,5                                      | № 291 9.06. 1977 р.            |
| 50.   | 27      | Братська могила 22 радянських воїнів, загиблих у бою з нацистами                                                                                      | с. Купчинці, Купчинецька с/р, на кладовищі                            | 1944 р.                 | 1972 р.                      | Київський худ. фонд                         | бетон, цегла                                     | об. 1,2 м                                                                   | № 470 29.12.2002 р.            |
| 51.   | 28      | Братська могила 2 радянських воїнів, загиблих у бою з нацистами                                                                                       | с. Купчинці, Купчинецька с/р, центр села                              | 1944 р.                 | 1946 р.                      | місцеві майстри                             | бетон                                            | м. плита 2 м                                                                | № 470 29.12.2002 р.            |
| 52.   | 29      | с. Купчинці, Купчинецька с/р, на кладовищі | 1944 р.                                                               | 1988 р.                 | місцеві майстри              | бетон, цегла                                | об. 1,2 м                                        | № 470 29.12.2002 р.                                                         |                                |
| 53.   | 342     | Могила А. Найди і пам'ятник 108 воїнам-односельчанам, загиблим на фронтах Другої світової війни                                                       | с. Леухи, Леухівська с/р, біля контори КСП                            | 1941—1945 рр.           | 1980 р.                      | -//-                                        | пост. бетон, ст. цегла, плит. мармур             | ск. 3,45 м, п. 0,40х1,5х1,5 м, ст. 12×2,5 м, плит. 0,50х0,60 м              | № 96 17.02.1983 р.             |
| 54.   | 30      | Могила воїна-афганця Савишина П. І. | с. Леухи, Леухівська с/р, на кладовищі                                | 1984 р.                 | 1985 р.                      | -//-                                        | граніт                                           | м. плита 1,6 м                                                              | № 470 29.12.2002 р.            |
| 55.   | 111     | Братська могила 5 радянських воїнів, загиблих у бою з німцями за село, і пам'ятник 59 воїнам-односельчанам, загиблим на фронтах Другої світової війни | с. Лиса Гора, Красненківська с/р, біля школи                          | 1944 р., 1941—1945 рр.  | 1967 р.                      | Київський худ. фонд                         | об. дерев., пост. бетон, об. граніт, пост. бетон | об. 2,5 м, п. 2х1,6х1,6 м, мог. 2,5×1,8 м, об. 3,75 м, п. 2х1,5х1,7 м       | № 29 19.06.1977 р.             |
| 56.   | 332     | Братська могила 13 радянських воїнів, загиблих у бою біля с. Неменка                                                                                  | с. Неменка, Іллінецька м/р, біля бібліотеки                           | 1944 р.                 | 1957 р.                      | Київський худ. фонд                         | ск. з/бетон, пост. бетон                         | ск. 3 м, п. 1,8х0,95х0,95 м                                                 | № 313 10.06.1971 р.            |
| 57.   | 86      | Пам'ятник 80 воїнам-односельчанам, загиблим на фронтах Другої світової війни                                                                          | с. Павлівка, Павлівська с/р, біля Будинку культури                    | 1941—1945 рр.           | 1979 р.                      | Київський худ. фонд                         | з/бетон, цегла                                   | ск. 4,5 м, п. 2,5 м                                                         | № 75 20.02.1985 р.             |
| 58.   | 31      | Могила радянського воїна Петрука А. М., загиблого в боях з нацистами                                                                                  | с. Павлівка, Павлівська с/р, на кладовищі                             | 1944 р.                 | 1979 р.                      | місцеві майстри                             | метал                                            | мем. плита 1,5 м                                                            | № 470 29.12.2002 р.            |
| 59.   | 343     | Пам'ятник 62 воїнам-односельчанам, загиблим на фронтах Другої світової війни                                                                          | с. Паріївка, Паріївська с/р, біля школи                               | 1941—1945 рр.           | 1978 р.                      | ск. Соколовський                            | ск. мармуровий дрібняк, пост. бетон              | ск. 4 м, п. 3х1,5х1,5 м                                                     | № 96 17.02.1983 р.             |
| 60.   | 32      | Братська могила 9 радянських воїнів, загиблих у боях з нацистами                                                                                      | с. Паріївка, Паріївська с/р, на кладовищі                             | 1941, 1944 р.           | 1976 р.                      | місцеві майстри                             | бетон, цегла                                     | об. 1,2 м                                                                   | № 470 29.12.2002 р             |
| 61.   | 59      | Пам'ятник 66 воїнам-односельчанам, загиблим на фронтах Другої світової війни                                                                          | с. Пархомівка, Хрінівська с/р                                         | 1941—1945 рр.           | 1986 р.                      | місцеві майстри                             | з/бетон                                          | 2,5 м                                                                       | № 227 26.06.1987 р.            |
| 62.   | 122     | Пам'ятник 97 воїнам-односельчанам, загиблим на фронтах Другої світової війни                                                                          | с. Росоховата, Росоховатська с/р, біля контори КСП                    | 1941—1945 рр.           | 1975 р.                      | ск. Чеславський, м. Київ                    | ск. з/б, пост. з/бетон                           | ск. 3,5 м, п. 1,2х1х1 м, пл. 0,7х0,3 м                                      | № 29 19.06.1977 р.             |
| 63.   | 123     | Пам'ятник 96 воїнам-односельчанам, загиблим на фронтах Другої світової війни                                                                          | с. Слободище, Слободищенська с/р, біля школи                          | 1941—1945 рр.           | 1972 р.                      | місцеві майстри                             | ск. з/бетон, пост. бетон                         | об. 5 м, п. 1,3х1,3х0,8 м, ск. 3 м                                          | № 29 19.06.1977 р.             |
| 64.   | 11      | Братська могила 600 жертв голодомору | с. Слободище, Слободищенська с/р, на кладовищі                        | 1932—1933 рр.           | 1933 р.                      | місцеві майстри                             | дерево                                           | 2 м                                                                         | № 501 20.12.1993 р.            |
| 65.   | 33      | Могила воїна-афганця Качура В. Ф. | с. Слободище, Слободищенська с/р, на кладовищі                        | 1985 р.                 | 1986 р.                      | місцеві майстри                             | граніт                                           | ст. 1,6 м                                                                   | № 470 29.12.2002 р.            |
| 66.   | 124     | Пам'ятник 24 воїнам-односельчанам, загиблим на фронтах Другої світової війни                                                                          | с. Сорока, Жаданівська с/р, біля Будинку культури                     | 1941—1945 рр.           | 1972 р.                      | Київський худ. фонд                         | ск. з/бетон, пост. бетон                         | ск. 3 м, п. 2,2х1,6х1,6 м                                                   | № 29 19.06.1977 р.             |
| 67.   | 125     | Пам'ятник 80 воїнам-односельчанам, загиблим на фронтах Другої світової війни                                                                          | с. Тягун, Тягунська с/р, біля Будинку культури                        | 1941—1945 рр.           | 1965 р.                      | місцеві майстри                             | мем. стіна, цегла, мем. дошка, бетон             | мем. стіна 2,9 м, 4,8х0,5 м                                                 | № 29 19.06.1977 р.             |
| 68.   | 34      | Могила радянського воїна Косенка О. С. | с. Тягун, Тягунська с/р, на кладовищі                                 | 1944 р.                 | 1974 р.                      | місцеві майстри                             | метал                                            | об. 1,5 м                                                                   | № 470 29.12.2002 р             |
| 69.   | 61      | Пам'ятник 74 воїнам-односельчанам, загиблим на фронтах Другої світової війни                                                                          | с. Хрінівка, Хрінівська с/р, біля с/р                                 | 1944 р.                 | 1986 р.                      | місцеві майстри                             | з/бетон                                          | 2,85 м                                                                      | № 227 26.06.1987 р.            |
| 70.   | 126     | Пам'ятник 44 жителям села, розстріляним нацистами | с. Чортория, Городоцька с/р, на околиці села                          | 1943 р.                 | 1962 р.                      | місцеві майстри                             | об. цегла, пост. бетон                           | об. 2 м, п. 1,8х8х0,4 м                                                     | № 29 19.06.1977 р.             |
| 71.   | 344     | Пам'ятник 45 воїнам-односельчанам, загиблим на фронтах Другої світової війни                                                                          | с. Шабельня, Кальницька с/р, біля лісництва                           | 1941—1945 рр.           | 1981 р.                      | Київський худ. фонд                         | цегла, пост. бетон                               | ск. 2,5 м, п. 1,8х1х1 м                                                     | № 96 17.02.1983 р.             |
| 72.   | 331     | Братська могила 270 партизан | с. Шабельня, Кальницька с/р, квартал 35, урочище Соловеєве            | 1942—1944 рр.           | 1975 р.                      | місцеві майстри                             | об. граніт, ст. бетон                            | об. 6 м, ст. 1х1,7х0,3 м, плита 1,2х0,8 м                                   | № 313 10.06.1971 р.            |
| 73.   | 128     | Пам'ятник 103 воїнам-односельчанам, загиблим на фронтах Другої світової війни                                                                         | с. Якубівка, Якубівська с/р, біля Будинку культури                    | 1941—1945 рр.           | 1972 р.                      | Київський худ. фонд                         | ск. з/б, пост. з/б                               | ск. 2,15 м, п. 5,5х2,1х1 м, пл. 0,57х0,57 м                                 | № 29 19.06. 1977 р.            |
| 74.   | 35      | Могила радянського воїна Кононова М. М., загиблого біля села                                                                                          | с. Якубівка, Якубівська с/р, кладовище                                | 1944 р.                 | 1976 р.                      | місцеві майстри                             | метал                                            | об. 1,7 м                                                                   | № 470 29.12.2002 р.            |
| 75.   | 129     | Пам'ятник 105 воїнам-односельчанам, загиблим на фронтах Другої світової війни                                                                         | с. Яструбинці, Купчинецька с/р, біля Будинку культури                 | 1941—1945 рр.           | 1972 р.                      | Київський худ. фонд                         | ск. з/б, пост. з/б                               | ск. 2 м, п. 1,3х2,4х1 м                                                     | № 29 19.06.1977 р.             |
|       |         | |                                                                       |                         |                              |                                             |                                                  |                                                                             |                                |